# Moncton Stadium
Moncton Stadium (franska: Stade de Moncton) är ett stadion i Moncton, Kanada. Stadion har läktare för 8 300 åskådare och en total åskådarkapacitet på 25 000. Anläggningen ligger på universitetsområdet för Université de Moncton och ägs gemensamt av universitetet och staden Moncton.
Moncton Stadium används både för friidrott och fotboll. Här finns en 400 meter lång löparbana med åtta banor, utformad enligt internationella tävlingsregler, liksom en konstgrästäckt fotbollsplan med en tvåstjärning FIFA-klassning. 2014 arrangerades här ett antal matcher under U20-VM i fotboll för damer, och året efter var man en av tävlingsarenorna under världsmästerskapet i fotboll för damer 2015. Dessutom man varit värd för kanadensiska mästerskapen i friidrott och förstadivisionsmatcher i kanadensisk fotboll. Anläggningen byggdes till Juniorvärldsmästerskapen i friidrott 2010. 